# Dimbokro
Dimbokro este un oraș din Coasta de Fildeș. Este reședința regiunii N'zi-Comoé